# Серра-да-Эштрела (горный хребет)
Се́рра-да-Эштре́ла (порт. Serra da Estrela) — горный хребет в Португалии, являющийся частью горной системы Центральная Кордильера, расположенный на территории округов Гуарда (большей частью) и Каштелу-Бранку. Наивысшая точка хребта, гора Торре, является самой высокой вершиной континентальной части Португалии и второй по высоте на всей территории страны, уступая лишь Понта-ду-Пику на острове Пику Азорских островов. На вершине Торре установлен монумент.
Склоны хребтов покрыты лесами и кустарниками, на вершинах выше 1500 метров — луга.
В горах Серра-да-Эштрела берёт начало множество рек, в том числе Мондегу, крупнейшая река, русло которой полностью находится на территории Португалии.
Часть территории Серра-да-Эштрела входит в состав одноимённого природного парка. На территории парка расположен горнолыжный курорт Estância de Esqui Vodafone. Развит туризм.

## Галерея

Серра-да-Эштрела
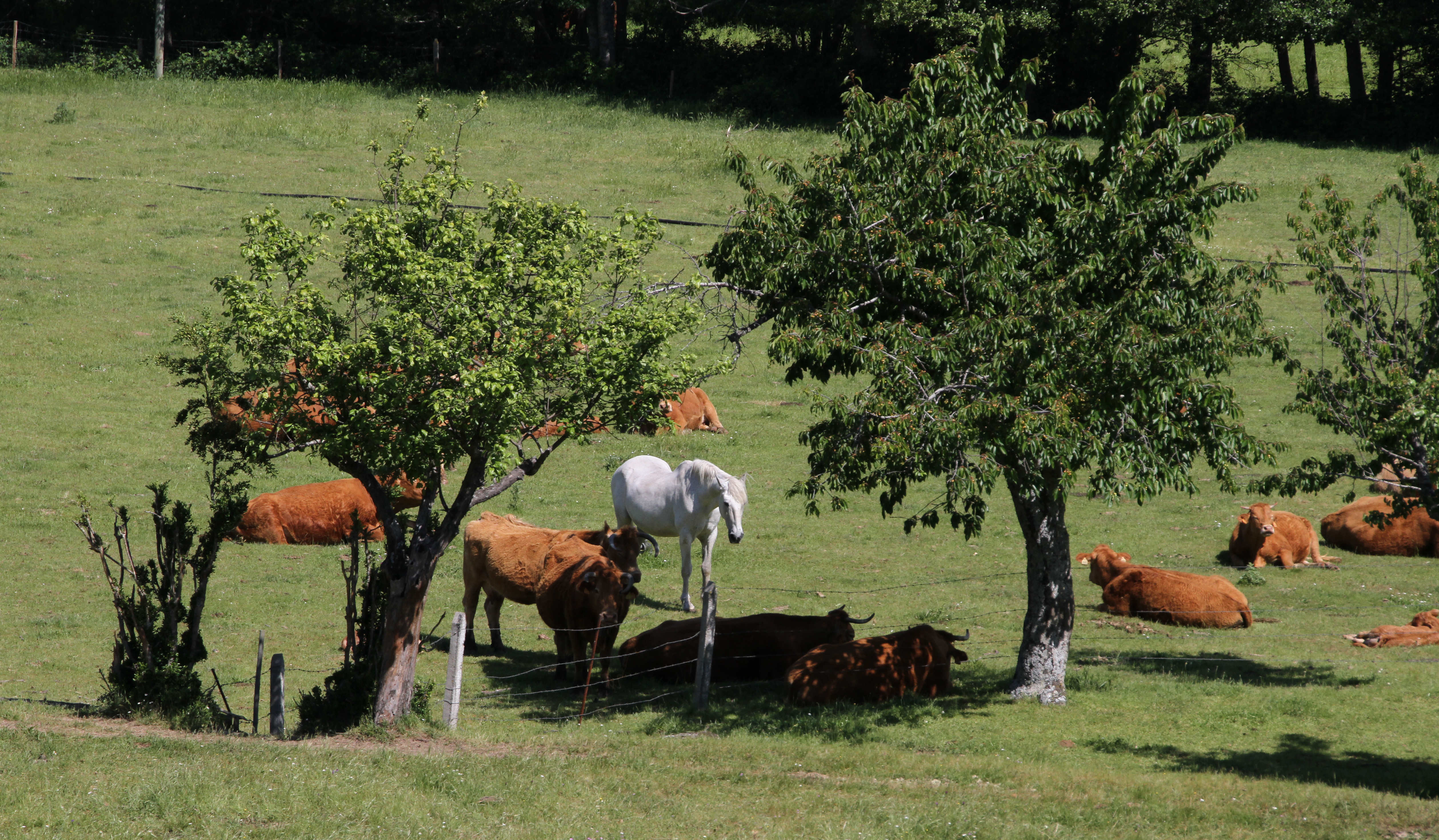
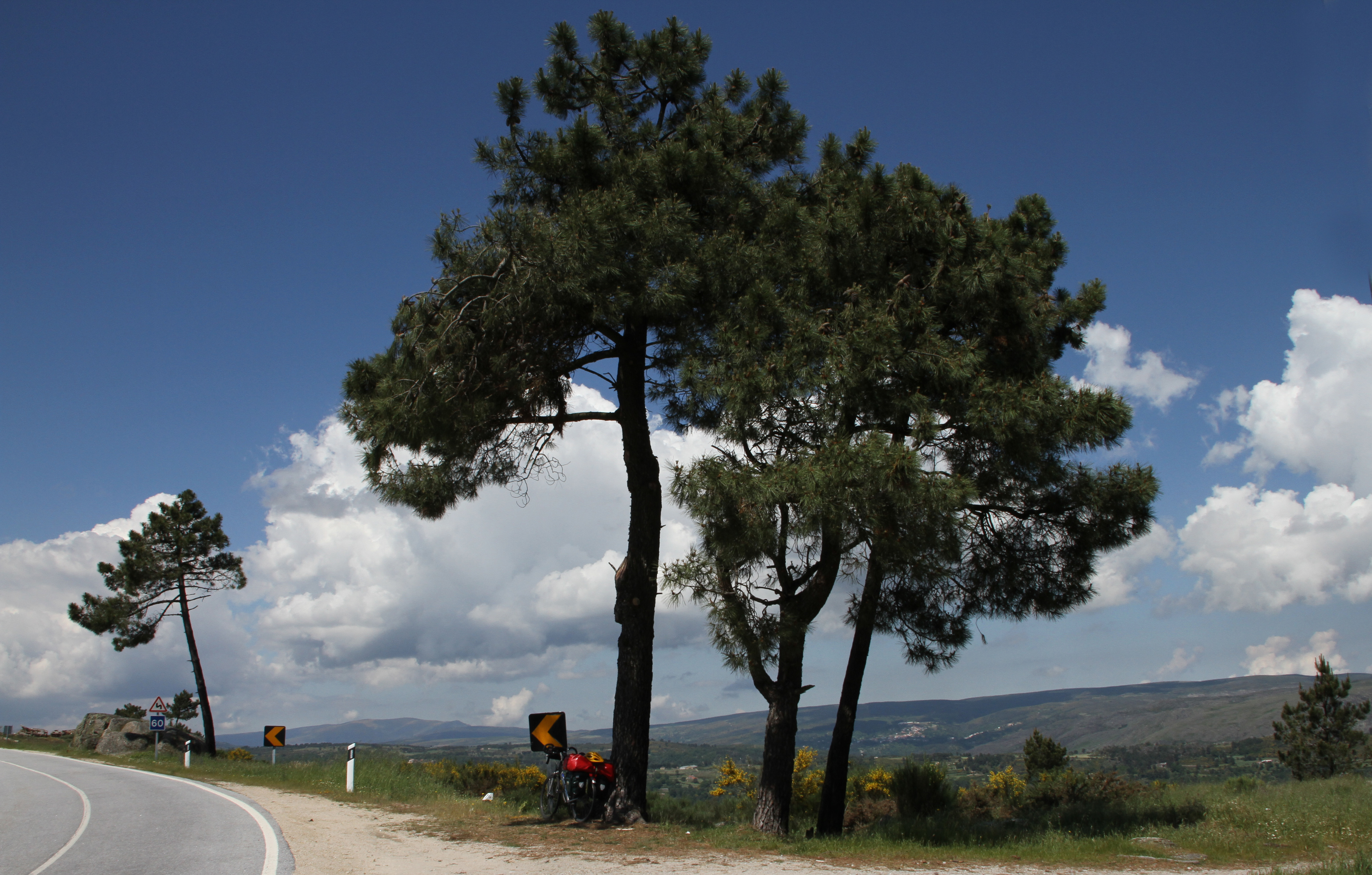
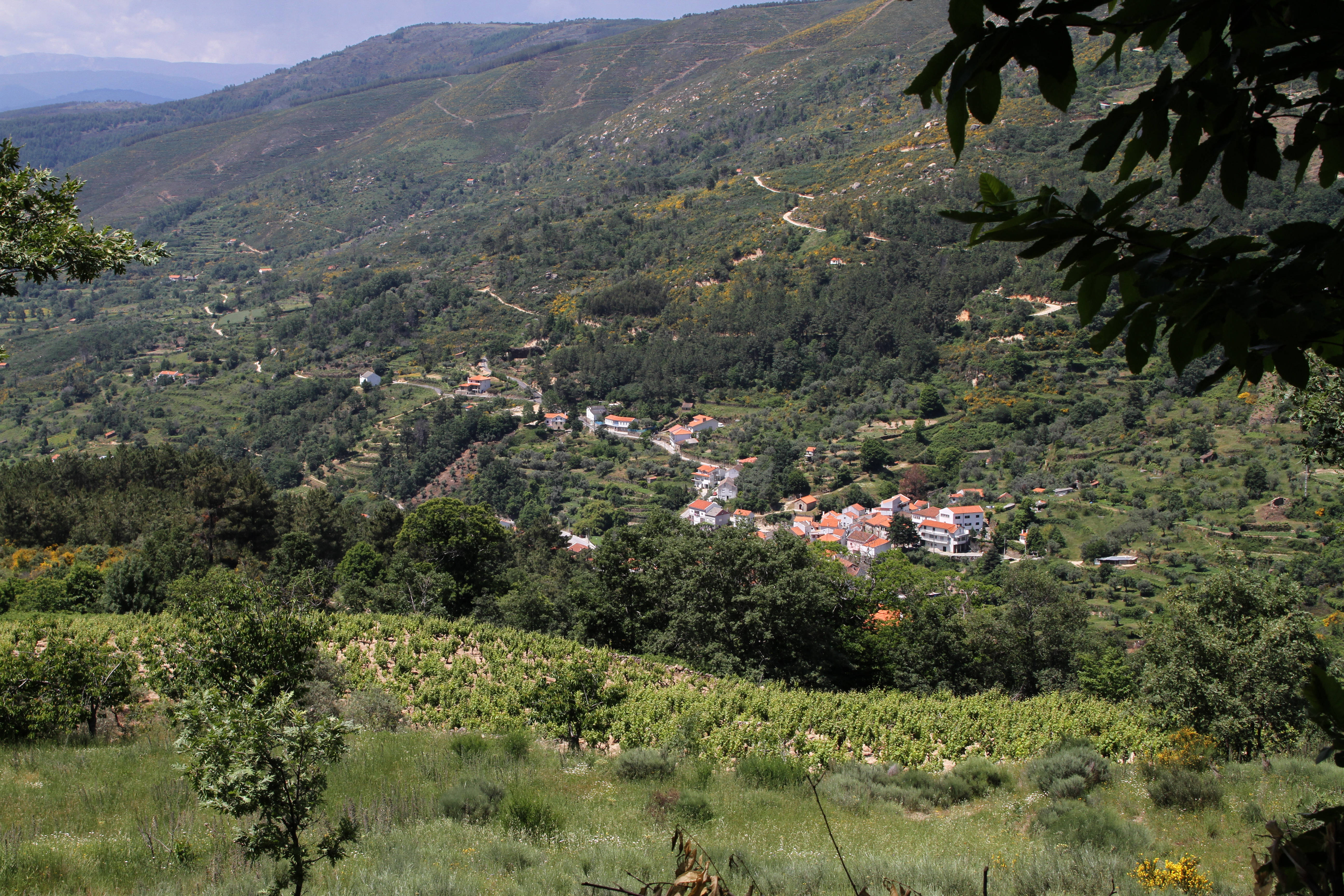
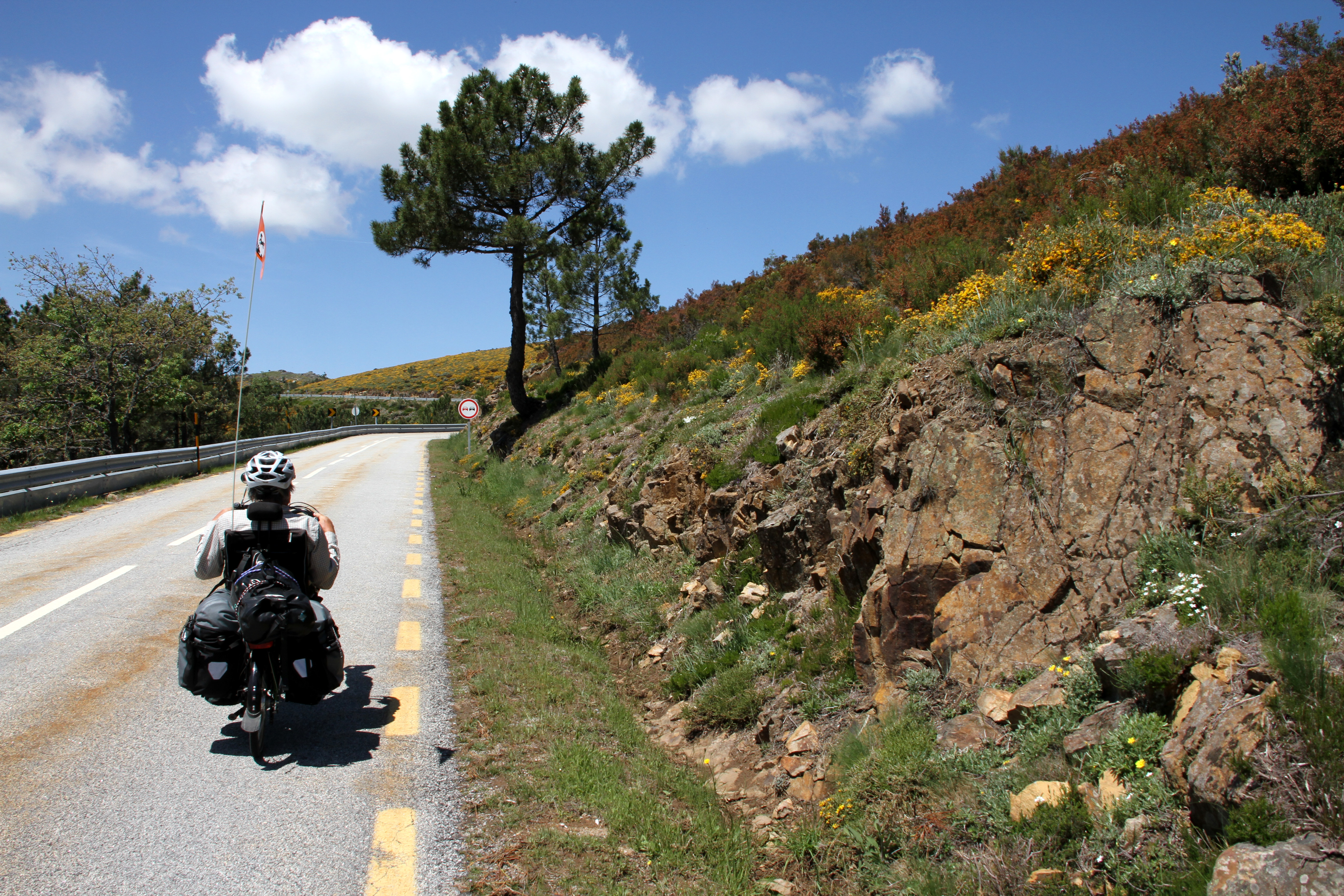
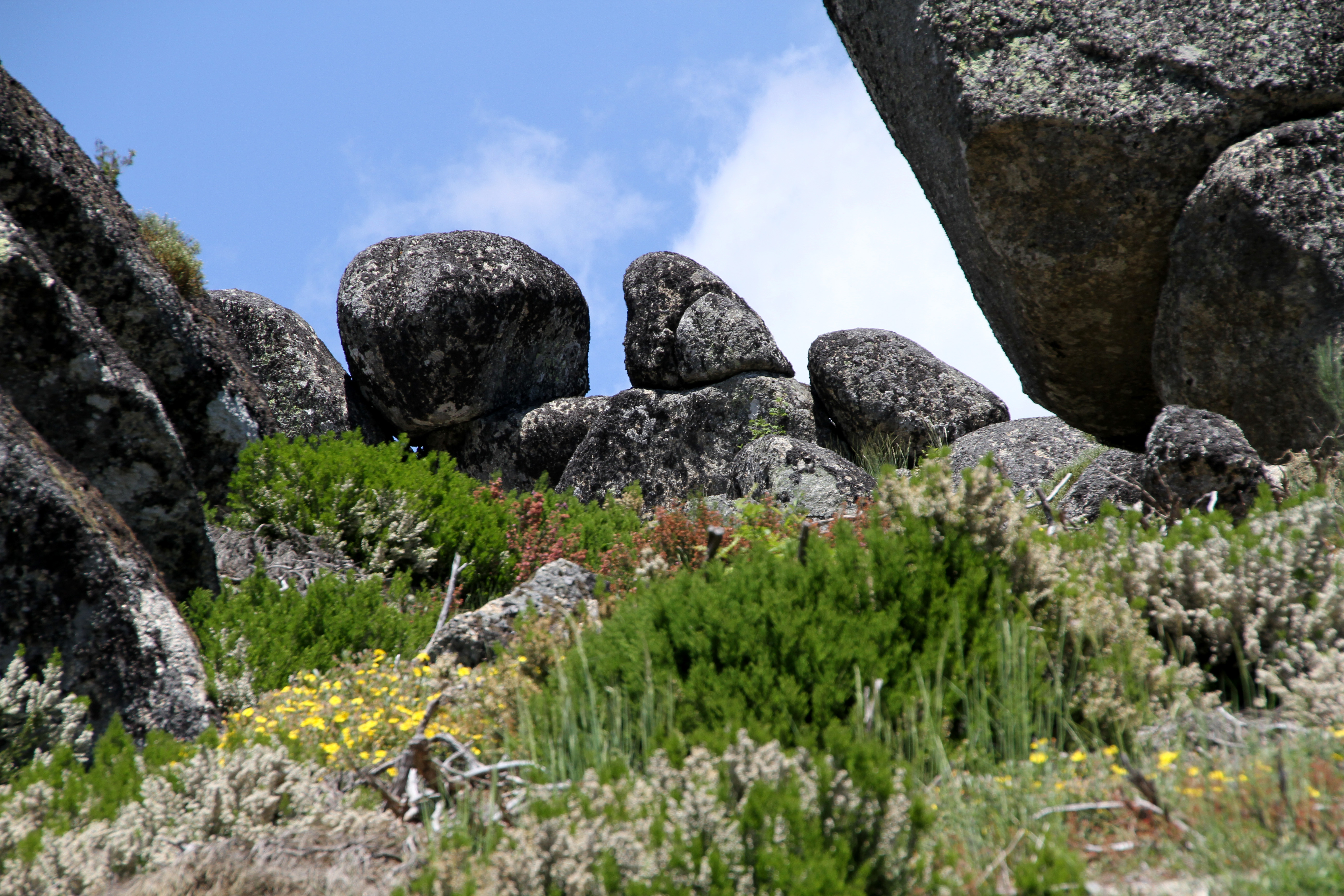
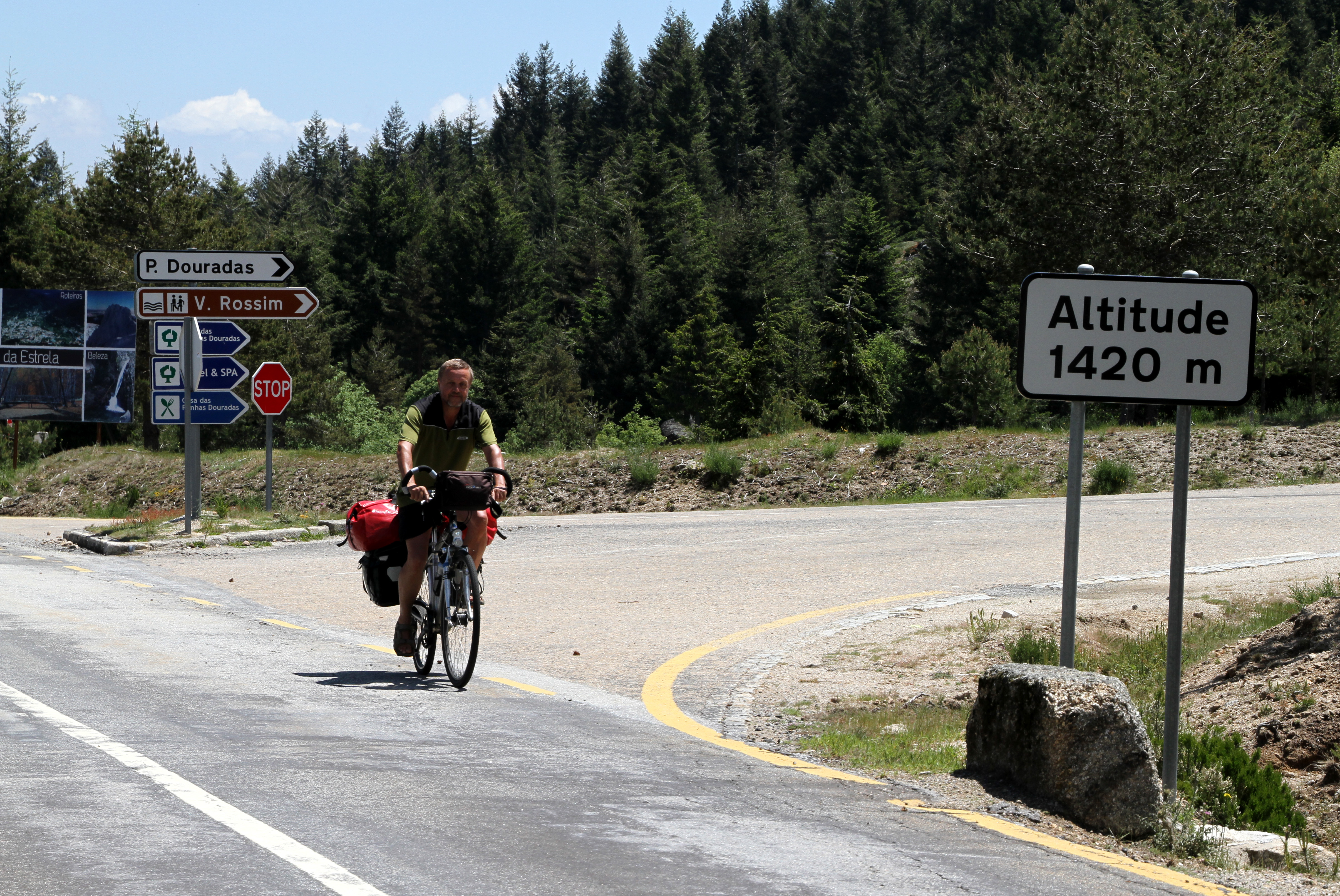
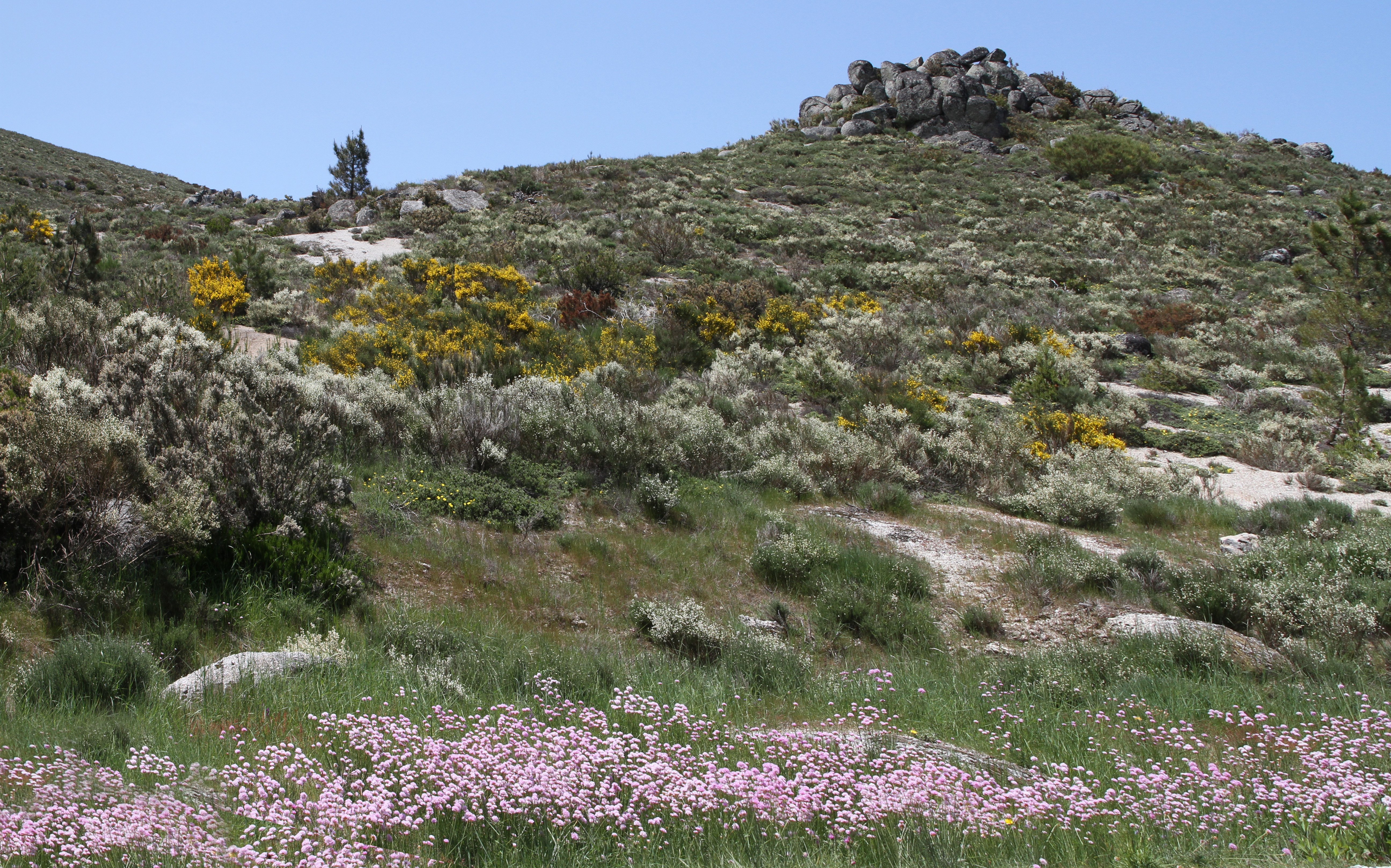
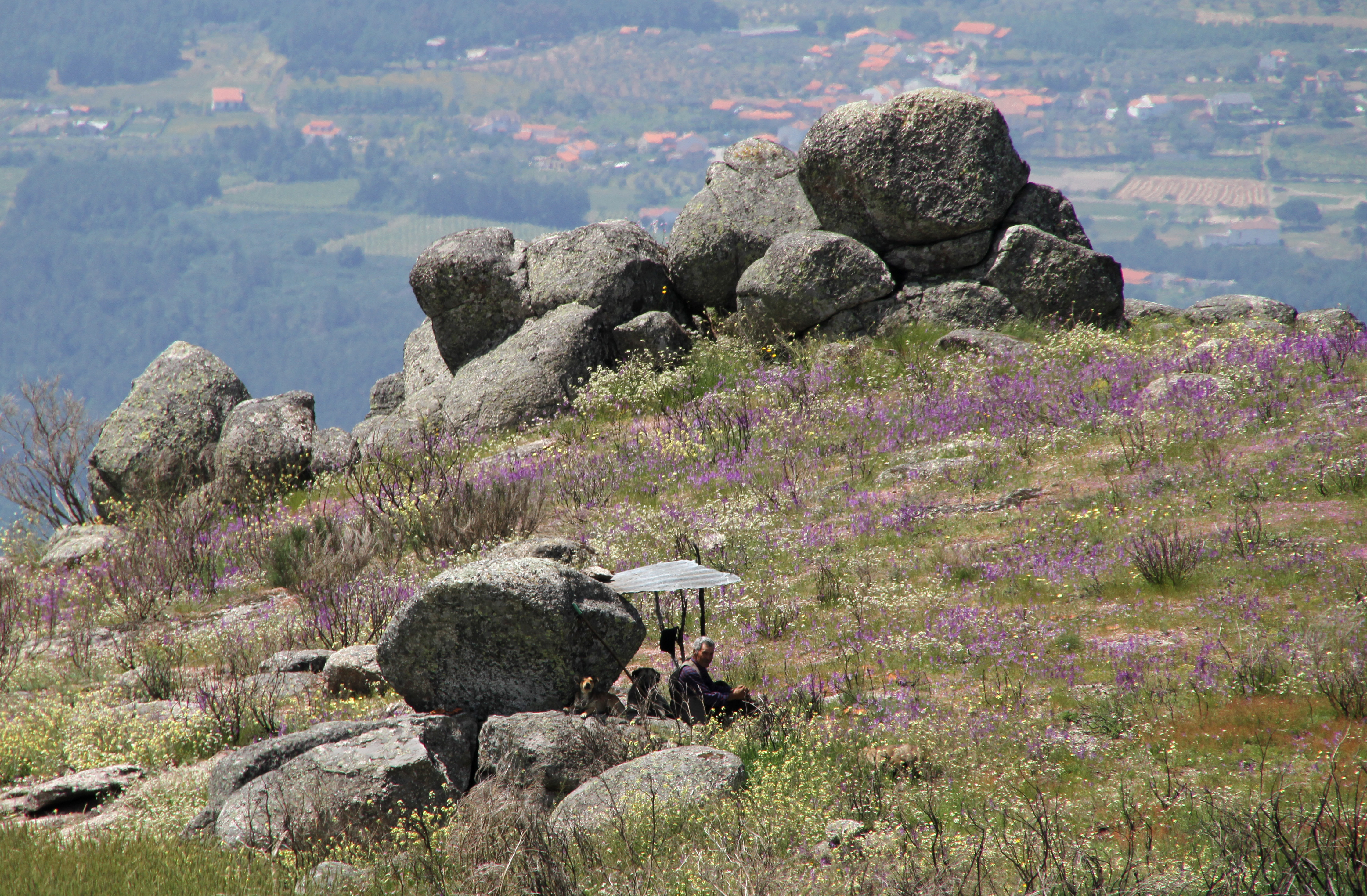